# Meurtre en droit français
Pour un article plus général, voir Meurtre.
En France, le meurtre est défini à l'article 221-1 du code pénal. Il s'agit du « fait de donner volontairement la mort à autrui » et est puni de trente ans de réclusion criminelle. Il est puni de la réclusion à perpétuité lorsqu'il est commis dans une des circonstances aggravantes prévues à l'article 221-4 du code pénal.

## Élément moral et élément matérieɬ
Le meurtre suppose la réalisation à la fois d'un élément moral et d'un élément matériel.
L'élément matériel du meurtre consiste en la mort de la victime, par l'acte d'un tiers. Elle peut résulter à la fois d'une seule action, ou d'une pluralité d'entre elles, sur un temps plus ou moins long et éventuellement en plusieurs lieux différents,. Il n'est par ailleurs pas exigé que la victime soit identifiée, dès lors qu'il est certain qu'il s'agissait d'une personne humaine.
L'élément moral se caractérise par un dol général et un dol spécial. Le dol spécial, dans le cas particulier du meurtre, est caractérisé par la volonté de l'auteur de donner la mort à la victime, aussi appelée intention homicide (animus necandi). Cet élément permet de distinguer le meurtre de l'homicide involontaire et des violences ayant entraîné la mort sans intention de la donner.

## Démonstration de l'intention fondée sur des éléments de fait ou des présomptions graves
Eu égard à l'impossibilité pour une juridiction de connaître avec certitude l'intention d'un accusé au moment des faits, en dehors des hypothèses d'aveu, la jurisprudence considère que l'intention homicide doit en pratique être démontrée par la juridiction en se fondant sur les éléments de fait. La cour d'assises peut notamment la présumer du fait que l'auteur a utilisé dans les violences commises envers la victimes une arme dangereuse, telle qu'un couteau, et frappé la victime sur une partie du corps « particulièrement exposée » ou « sensible », ou encore sur l'ensemble du corps. De la même façon, constitue une présomption grave d'intention homicide le fait de tirer à l'aide d'une arme à feu sur une personne en train de fuir - bien que la Cour de Cassation note que le fait de tirer avec une arme à feu en direction d'une personne ou d'une habitation « n'implique pas nécessairement chez son auteur une intention de tuer ».

## Condamnation encourue dès que l'auteur avait l'intention de donner la mort
Par ailleurs, la condamnation pour meurtre est encourue dès lors que l'auteur avait l'intention de donner la mort, et ce, quand bien même les victimes finalement atteintes n'auraient pas été celles visées, (abberatio ictus), ou quand bien même l'auteur ne visait pas une personne en particulier, par exemple en lançant un camion à vive allure avec l'accélérateur bloqué en direction d'un groupe de personnes,.

## Aucune incidence du consentement à être tué sur la qualification de meurtre
Le fait que la victime ait consenti à être tuée est sans incidence sur la qualification de meurtre, et la personne devra être condamnée. Il s'agit par exemple de l'hypothèse d'un duel à mort, ou encore de celle d'une victime qui demande à un tiers de la tuer pour se suicider.

## Tentative de meurtre
Lorsque l'intention homicide est présente, mais que l'auteur ne parvient pas à tuer la victime malgré des actes matériels en ce sens, en raison de circonstances extérieures à sa volonté, il pourra être condamné pour tentative de meurtre. Il en va de même pour l'auteur qui tente de donner la mort à une victime dont il ignore qu'elle est déjà décédée.

## Légitime défense
Si les éléments moraux et matériels sont réunis, l'auteur pourra néanmoins éviter la condamnation en prouvant avoir agi en état de légitime défense, conformément à l'article 122-5 du code pénal.

## Définition de l'assassinat
Le meurtre commis avec préméditation ou guet-apens est qualifié d'assassinat, selon l'article 221-3 du code pénal ; la peine encourue est alors portée à la réclusion criminelle à perpétuité.